# Lost in Space (film)
Lost in Space är en amerikansk science fiction-actionfilm från 1998, med Gary Oldman, William Hurt, Matt LeBlanc och Mimi Rogers i rollerna.

## Om filmen
Filmen utspelar sig 2058, och regisserades av Stephen Hopkins. Den är baserad på TV-serien Lost in Space,  skapad av Irwin Allen.

## Rollista (urval)
| Gary Oldman    | – dr. Zachary Smith       |
| William Hurt   | – professor John Robinson |
| Matt LeBlanc   | – major Don West          |
| Mimi Rogers    | – dr. Maureen Robinson    |
| Heather Graham | – dr. Judy Robinson       |
| Lacey Chabert  | – Penny Robinson          |
| Jack Johnson   | – Will Robinson           |
| Jared Harris   | – äldre Will Robinson     |
| Edward Fox     | – affärsman               |

### Fotnoter
1. ↑  Zendry Svärdkrona (14 april 2002). ”Filmtips 14 april” (på svenska). Nöjesbladet. https://www.aftonbladet.se/nojesbladet/tv/a/6n61xr/filmtips-14-april. Läst 1 december 2022.
2. ↑  ”Netflix återupplivar klassisk sci-fi” (på svenska). Göteborgsposten. 21 november 2015. http://www.gp.se/n%C3%B6je/netflix-%C3%A5terupplivar-klassisk-sci-fi-1.167268. Läst 19 juli 2016.